# Palazzo dell'Arengo (Rimini)
Il Palazzo dell'Arengo (anticamente Palatium comunis) è un maestoso edificio in stile romanico-gotico di Rimini, situato in piazza Cavour. 

## Storia e descrizione
Sormontato da merlature in stile ghibellino, qui si riuniva, nel tardo medioevo, il consiglio del popolo riminese. Il loggiato del palazzo fu eretto per volontà del podestà di Rimini, Mario de Carbonesi, nel 1204, come ricordato da un'epigrafe riportata su uno dei pilastri del loggiato stesso.  Conserva al piano superiore affreschi della scuola riminese del 1300. Fu restaurato più volte, nel 1562, nel 1672 e nel periodo 1919 - 1923. La tradizione vuole che nel loggiato a livello strada - luogo ove i notai tenevano banco e veniva pubblicamente amministrata la giustizia - ci fosse il grosso masso, detto lapis magnum, sul quale i debitori insolventi erano condannati a battere tre volte il sedere nudo, pronunciando a voce alta la formula cedo bonis.
L'ampio loggiato a piano terra è impostato su poderosi colonnati che sorreggono distesi archi a sesto acuto; al primo piano vi è una grande sala dotata di finestre a polifora. Il palazzo è poi dotato di una torre campanaria, originariamente adibita anche a luogo di detenzione.

## Altre immagini

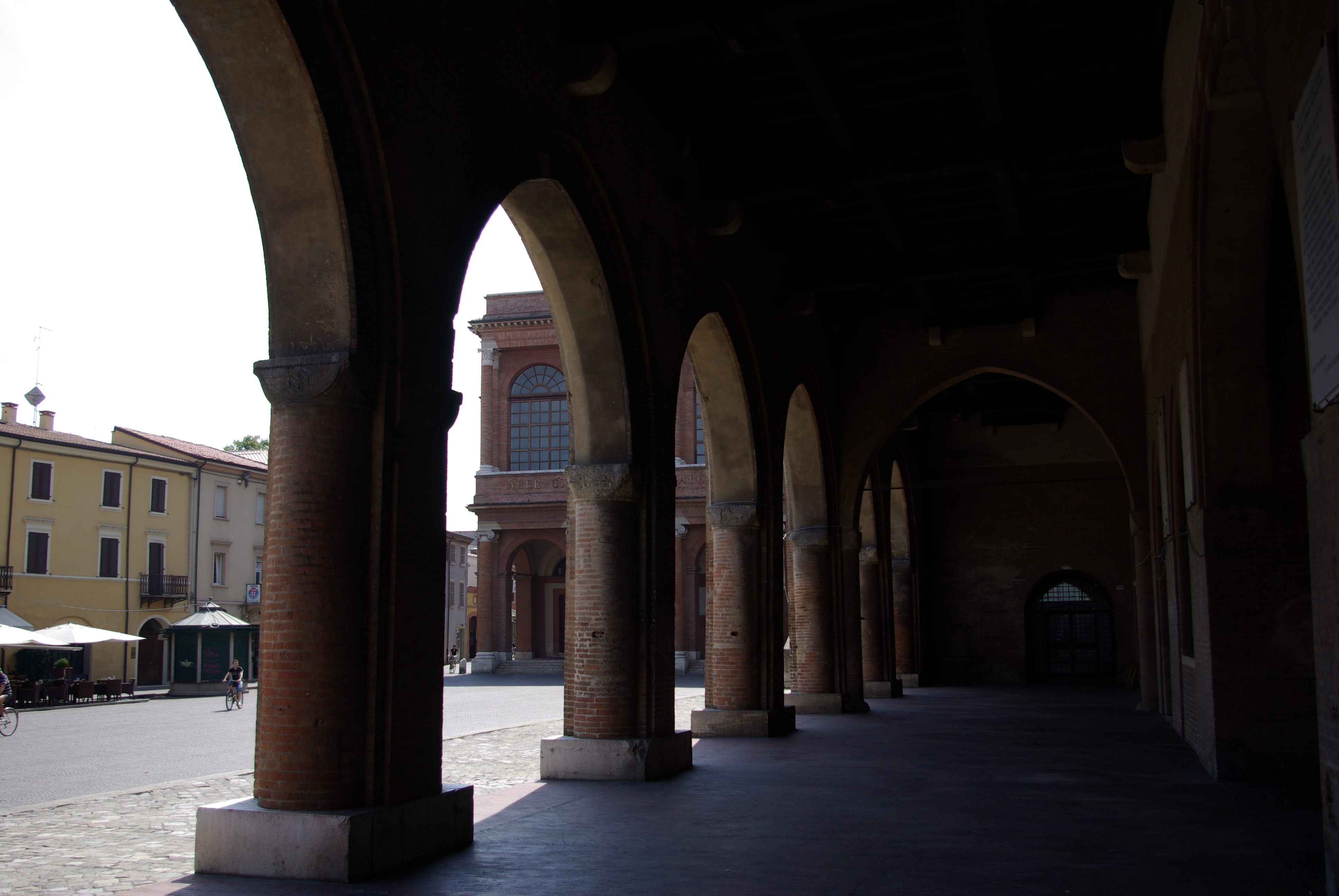
I portici
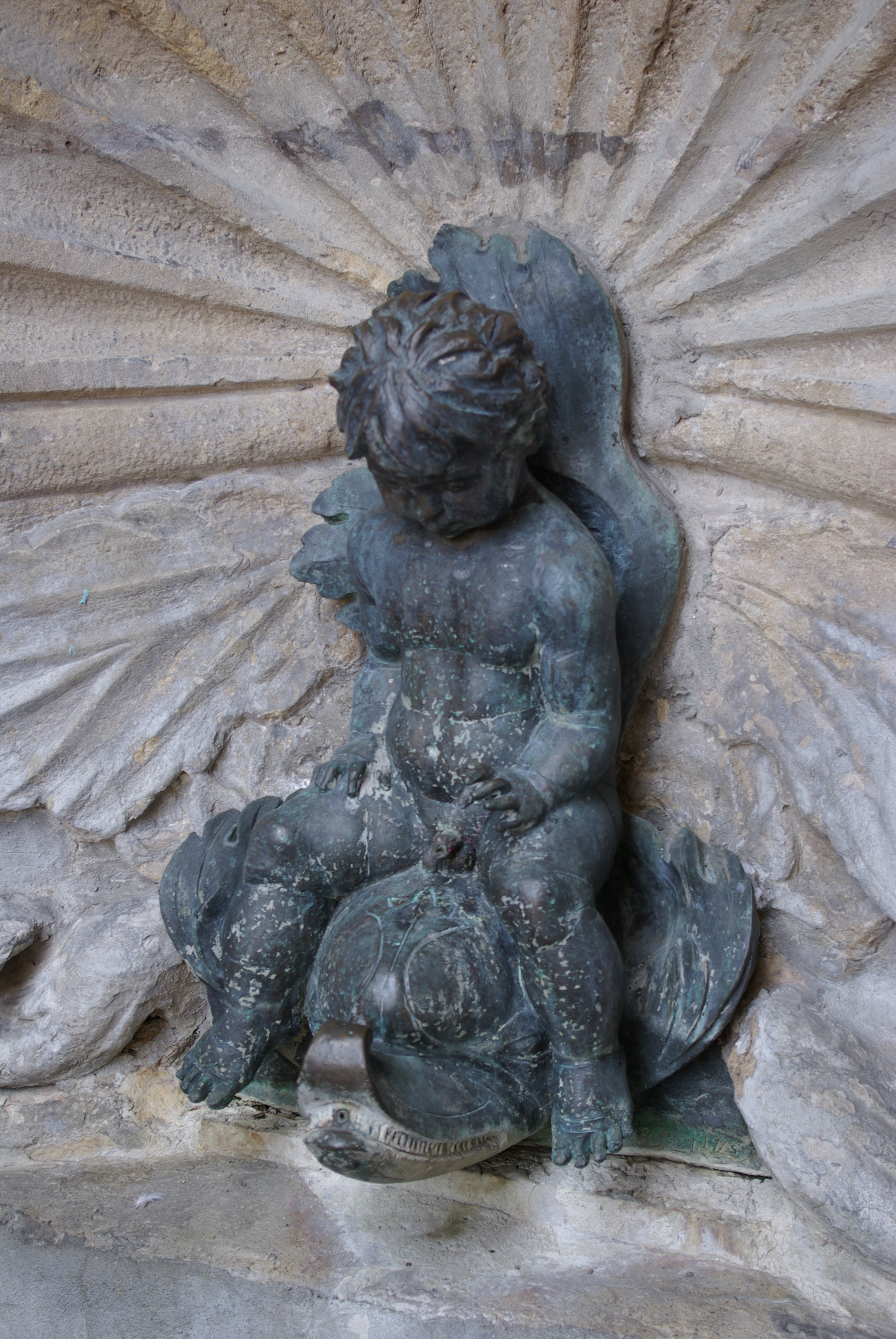
Dettaglio del puttino